# 马尔科里尼昂
马尔科里尼昂（法語：Marcorignan，法語發音：[maʁkɔʁiɲɑ̃] ⓘ）是法国奥德省的一个市镇，属于纳博讷区。

## 地理
马尔科里尼昂（43°13'32"N, 2°55'17"E）面积5.64 平方千米，位于法国奧克西塔尼大區奥德省，该省份为法国南部沿海省份，北起塔恩省，西北接上加龙省，西接阿列日省，南至东比利牛斯省，东临地中海，东北与埃罗省接壤。
与马尔科里尼昂接壤的市镇（或旧市镇、城区）包括：穆桑、纳博讷、内维扬、赖萨克多德、奥德河畔圣马塞尔、圣纳泽尔多德。

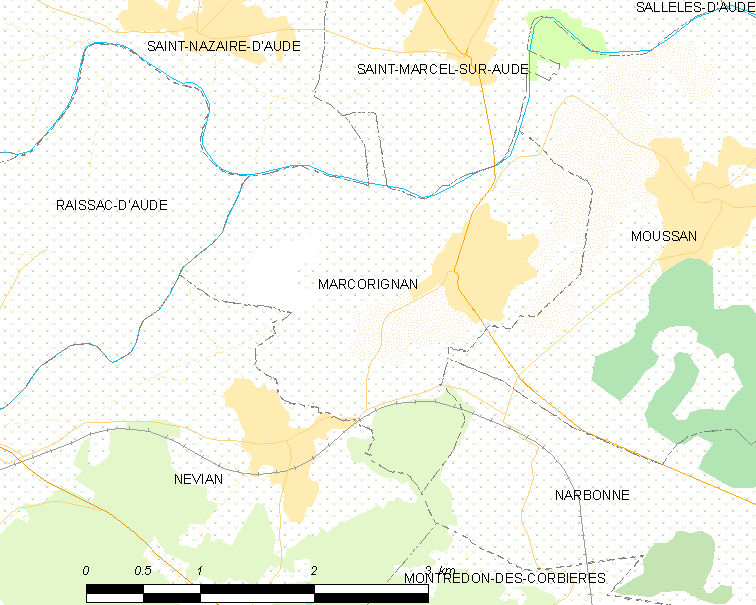
马尔科里尼昂的OSM定位图

马尔科里尼昂的时区为UTC+01:00、UTC+02:00（夏令时）。

## 行政
马尔科里尼昂的邮政编码为11120，INSEE市镇编码为11217。

## 政治
马尔科里尼昂所属的省级选区为南密涅瓦县。

## 人口

1962-2008年间马尔科里尼昂人口变化图示

马尔科里尼昂于2022年1月1日时的人口数量为1318人。